# جنبش جوانان انقلابی میهن‌دوست
جنبش جوانان انقلابی میهن‌دوست (به ترکی: Yurtsever Devrimci Gençlik Hareket, YDG-H، به کردی: Tevgera Ciwanen Welatparêz Yên Şoreşger) یک سازمان سیاسی و نظامی است که در سال ۲۰۰۶ تأسیس شد. به عنوان شاخۀ جوانان حزب کارگران کردستان (پ.ک.ک) فعالیت می‌کند. اعضای این سازمان را افراد بین ۱۵ تا ۲۵ سال تشکیل می‌ دهند که توسط کادرهای باتجربۀ حزب کارگران کردستان برای مبارزۀ شهری آموزش دیده‌اند.

## فعالیت‌ها
جنبش جوانان انقلابی میهن‌دوست در سال ۲۰۰۶ میلادی تأسیس شد، و از سال ۲۰۱۴ به عنوان استراتژی‌ای که اعلام خودمدیریتی یک‌جانبه در شهرهای متعدد جنوب شرقی آناتولی را شامل می‌شد، وارد رویارویی با نیروهای امنیتی ترکیه شد و با ساخت خندق‌ها و سنگرهای مسلح به بمب‌های دست‌ساز و مواد منفجره اقتدار خود را در نواحی استقرار این نیروها تقویت کرد و مانع از دسترسی آن‌ها به نواحی شهری شد.

## اهداف
جنبش جوانان انقلابی میهن‌دوست از برقراری خودمدیریتی منطقه‌ای به نفع مردم کرد در جنوب شرقی آناتولی حمایت می‌کند. این جریان علاوه بر این توقف هرگونه فعالیت مرتبط با مواد مخدر و فحشا و جرایم مشابه در این منطقه را به عنوان هدف خود اعلام کرده‌است.